# Caroline Powell
Caroline Powell (* 14. März 1973 in Lower Hutt)  ist eine neuseeländische Vielseitigkeitsreiterin.

## Pferde (Auszug)
aktuelle:
- Greenacres Special Cavalier (* 2013), Stute
- CBI Aldo (* 2015), Wallach
- Legally Grey (* 2015), Wallach

ehemalige Turnierpferde:
- Mrs Tilly (* 2001; † 2012)
- Lenamore (* 1993; † 2023), Wallach

## Erfolge
- Olympische Spiele:
  - 2012, London: mit Lenamore 3. Platz mit der Mannschaft

| Personendaten    | Personendaten                           |
| ---------------- | --------------------------------------- |
| NAME             | Powell, Caroline                        |
| KURZBESCHREIBUNG | neuseeländische Vielseitigkeitsreiterin |
| GEBURTSDATUM     | 14. März 1973                           |
| GEBURTSORT       | Lower Hutt                              |